# Heřmánkovice
Heřmánkovice település Csehországban, Náchodi járásban. Heřmánkovice Hynčice, Hejtmánkovice, Broumov és Meziměstí településekkel határos. Lakosainak száma 468 fő (2024. január 1.).

## Népesség
A település lakosságának változását az alábbi diagram mutatja:
| Lakosok száma | 2148 | 2036 | 1850 | 656  | 528  | 492  | 498  | 495  | 472  | 468  |
|               | 1869 | 1890 | 1921 | 1950 | 1980 | 2001 | 2017 | 2019 | 2022 | 2024 |